# Aleksiej Surkow

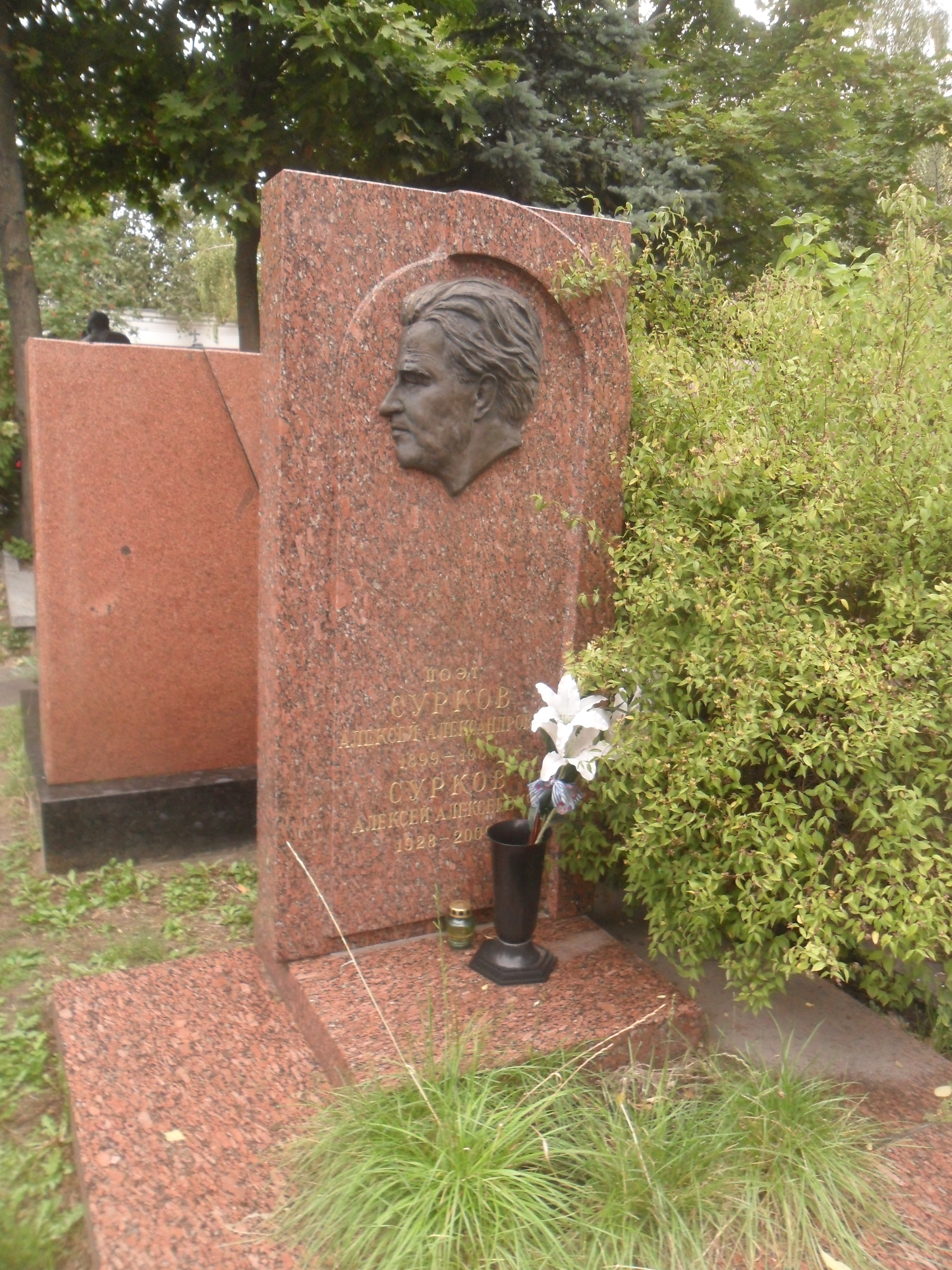
Grób Aleksieja Surkowa na Cmentarzu Nowodziewiczym

Aleksiej Aleksandrowicz Surkow (ros. Алексе́й Алекса́ндрович Сурко́в, ur. 1 października?/13 października 1899 we wsi Sieriedniewo w obwodzie jarosławskim, zm. 14 czerwca 1983 w Moskwie) – radziecki pisarz, poeta, dziennikarz, przewodniczący Związku Pisarzy ZSRR (1953–1969), Bohater Pracy Socjalistycznej (1969).

## Życiorys
Początkowo pracował w sklepie meblowym i pracowniach stolarskich oraz w drukarniach, 1918 ochotniczo wstąpił do Armii Czerwonej, w której był m.in. konnym zwiadowcą. Brał udział w wojnie domowej w Rosji i w wojnie z Polską oraz w likwidacji powstania chłopskiego w guberni tambowskiej, później wrócił do rodzinnej wsi. Był m.in. sekretarzem gminnego komitetu wykonawczego i pracownikiem powiatowej gazety. W latach 1924–1926 I sekretarz rybińskiej organizacji komsomolskiej, od 1925 członek WKP(b), 1926-1928 redaktor naczelny gubernialnej gazety „Siewiernyj Komsomolec”, od 1928 członek władz Rosyjskiego Stowarzyszenia Pisarzy Proletariackich. W latach 1931–1934 studiował na Wydziale Literatury Instytutu Czerwonej Profesury, 1934–1939 wykładał w Instytucie Redakcyjno-Wydawniczym i Instytucie Literatury Związku Pisarzy ZSRR, 1939–1940 jako żołnierz Armii Czerwonej brał udział w agresji ZSRR na Polskę 1939 i agresji na Finlandię, 1940–1941 był redaktorem naczelnym pisma „Nowyj Mir”. Podczas wojny ZSRR z Niemcami był korespondentem wojennym gazety frontowej „Krasnoarmiejskaja Prawda”, brał również udział w obronie Moskwy i walkach na Białorusi, od 1943 w stopniu podpułkownika, następnie 1944–1946 był redaktorem odpowiedzialnym „Literaturnoj Gaziety”. W latach 1945–1953 redaktor odpowiedzialny pisma „Ogoniok”, w latach 50. XX w. rektor Instytutu Literatury im. Gorkiego, od 1962 redaktor naczelny wydawnictwa Kratkaja litieraturnaja encykłopiedija, 1949–1953 zastępca sekretarza generalnego, a 1953–1959 I sekretarz Związku Pisarzy ZSRR.
Autor wierszy agitacyjnych i patriotycznych (polskie przekłady ukazały się m.in. w „Antologii nowoczesnej poezji rosyjskiej” z 1971 i „Antologii poezji radzieckiej” z 1979). Członek Światowej Rady pokoju. Od 14 października 1952 do 14 lutego 1956 członek Centralnej Komisji Rewizyjnej KPZR, od 25 lutego 1956 do 29 marca 1966 zastępca członka KC KPZR. Deputowany do Rady Najwyższej ZSRR od 4 do 8 kadencji i do Rady Najwyższej RFSRR 2 i 3 kadencji. Pochowany na Cmentarzu Nowodziewiczym. Honorowy obywatel Rybińska (1976). Jego imieniem nazwano szkołę w Rybińsku i ulice w Rybińsku i Jarosławiu. W Moskwie na domu, w którym mieszkał, umieszczono tablicę pamiątkową.

## Nagrody i odznaczenia
- Medal Sierp i Młot Bohatera Pracy Socjalistycznej (14 października 1969)
- Order Lenina (czterokrotnie – 1959, 1967, 1969 i 1979)
- Order Czerwonego Sztandaru (1945)
- Order Czerwonej Gwiazdy (dwukrotnie)
- Order „Znak Honoru” (1939)
- Nagroda Stalinowska (dwukrotnie – 1946 i 1951)
- Order Cyryla i Metodego (Bułgaria)

I medale.